# Метанауплиус

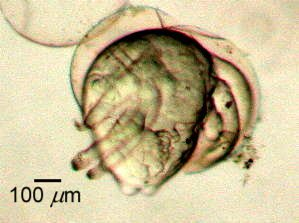
Метанауплиус крили (вид Nematoscelis difficilis).

Метанауплиус (от др.-греч. meta — «после» и nauplios — «плавающее животное с панцирем») — личиночная стадия многих видов ракообразных, следующая за науплиусом.
На стадии метанауплиуса первые две пары придатков (осуществлявшие ранее функцию передвижения) превращаются в антеннулы и антенны, которые служат для осязания, а третья пара — жвалы (мандибулы) — выполняют функцию перетирания пищи. Передвигается метанауплиус с помощью конечностей вновь образующихся максиллярных и грудных сегментов. У ракушковых на стадии метанауплиуса появляется зачаток раковины. После ряда линек метанауплиус превращается в молодого рачка или в протозоеа (у некоторых примитивных креветок).